# سازمان دفاع استرالیا

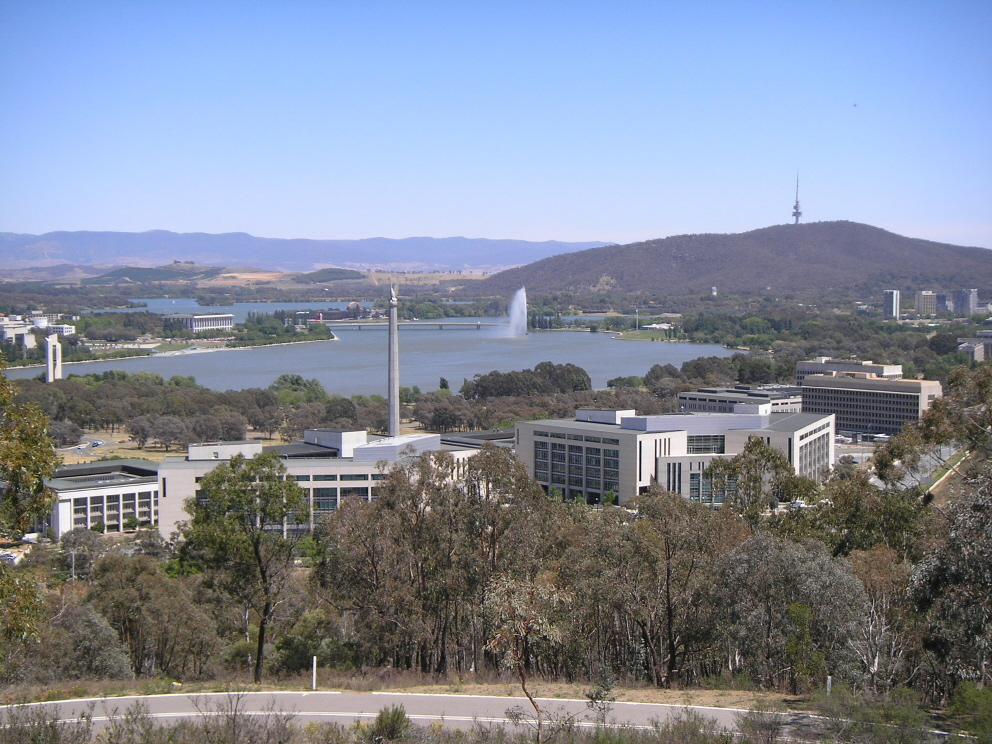
دفتر اصلی سازمان دفاع استرالیا

سازمان دفاع استرالیا یک سازمان دولتی در استرالیاست که از نیروهای دفاعی استرالیا و نیروهای غیرنظامی پشتیبانی‌کننده وزارت دفاع استرالیا تشکیل شده‌است.